# Hooligans (Film)
Hooligans (Originaltitel Green Street Hooligans, auch Green Street) ist ein Genrefilm der Regisseurin Lexi Alexander aus dem Jahr 2005. Er handelt von Hooligans in England. Die Hauptrolle spielt Elijah Wood als Matt Buckner.

## Handlung
Der junge US-Amerikaner Matt Buckner steht kurz vor dem Abschluss seines Journalismus-Studiums, als er unrechtmäßig von der Harvard University fliegt: sein Zimmergenosse auf dem Campus hatte sein eigenes Kokain in Matts Schrank versteckt. Matt verlässt die USA und fliegt zu seiner Schwester Shannon nach London. Dort trifft er zum ersten Mal seinen Schwager Steve Dunham und dessen Bruder Pete. Pete nimmt Matt mit zum Pub der GSE, der Green Street Elite, einer landesweit bekannten Hooligangruppierung („Firma“) im Umfeld des Londoner Fußballclubs West Ham United. Im Rahmen eines Heimspiels von West Ham erlebt Matt seinen ersten Stadionbesuch. Nach dem Spiel gerät er in eine Schlägerei zwischen verfeindeten Hooligangruppen, in der er sich behaupten kann. Matt ist fasziniert von der Kameradschaft und dem Zusammenhalt innerhalb der GSE und beginnt, immer mehr in die Hooliganszene einzutauchen.
Shannon und Steve sehen die neue Freundschaft zwischen Pete und Matt kritisch, da Steve genau weiß, in welcher Szene sich Pete bewegt. Pete äußert, dass in der Hooliganszene nur Polizisten und Journalisten einen noch schlechteren Ruf als ein Yankee hätten. Daraufhin behauptet Matt ihm gegenüber, er hätte Geschichte studiert. Als die anderen Mitglieder der GSE jedoch zufällig herausfinden, dass Matt Journalismus studiert hat, halten sie ihn für einen Undercover-Journalisten, der eine Story über sie schreiben will. Steve, selbst ehemaliger Anführer der GSE („der Major“), will Matt vor den wütenden Freunden warnen und trifft sich mit ihm im Stammpub der Gruppe. Pete stößt mit den anderen GSE-Mitgliedern dazu und stellt Matt zur Rede. Matt kann ihn von seiner Unschuld überzeugen, nicht jedoch den skeptischen Bovver, der sich unvermittelt zu den Schlägern des Erzrivalen FC Millwall mit ihrem Anführer Tommy Hatcher begibt und die eigenen Kumpanen verrät. Während Matt und die anderen im Pub noch diskutieren, stürmen plötzlich die Millwall-Hooligans die Kneipe, um eine alte Rechnung mit Steve zu begleichen: vor zehn Jahren wurde der Sohn Tommy Hatchers bei einem vom Major geleiteten GSE-Angriff getötet. Steve wird durch einen Schnitt in den Hals schwer verletzt. Angesichts des blutüberströmten Steve begreift Bovver allmählich, was er angerichtet hat. Er stiehlt einen Wagen, um Steve ins Krankenhaus zu bringen.
Für den nächsten Morgen vereinbart Pete einen Kampf mit den Millwall-Hooligans, um die Differenzen endgültig zu klären. Matt möchte trotz der Einwände Shannons und Petes seinen Freunden bei der finalen Schlägerei helfen, bevor er in die USA zurückfliegt. Mitten im Kampf in den Docklands taucht Shannon mit ihrem Sohn auf, um Matt vor dem Schlimmsten zu bewahren. Tommy Hatcher will den Tod seines eigenen Sohnes rächen und versucht, Shannon und ihr Kind anzugreifen. Pete gelingt es, Hatcher abzulenken, der jedoch so lange auf ihn einschlägt, bis Pete an seinen Verletzungen stirbt.
Schließlich fliegt Matt nach Harvard zurück und bringt seinen ehemaligen Zimmergenossen mit einem Trick dazu, das einstige Verstecken der Drogen zu gestehen und so Matts Unschuld zu beweisen.
Die Schlussszene zeigt Matt, wie er eine amerikanische Straße entlang läuft und eine abgewandelte Version des Liedes I’m Forever Blowing Bubbles, der Hymne von West Ham United, singt.

## Kritiken
„Handwerklich routiniert erzählt, werden die Schlachten als rasante Actionsequenzen inszeniert, wobei der Film mehr und mehr einem tumben Kameradschafts-Pathos verfällt und die sinnfreien Gewalteskalationen nachgerade zu Heldentaten stilisiert. Hooliganismus als Schule der Männlichkeit, noch naiver kann man das Thema kaum angehen.“

„Glaubwürdiges Porträt einer Szene, in der Gewalt zum Alltagsritual geworden ist. Fazit: Nicht tiefgründig, aber zupackend.“

## Verschiedenes
- Obwohl der Film keine wahre Geschichte erzählt, finden sich starke Parallelen zu den real existierenden (ehemaligen) Hooligan-Gruppen Inter City Firm (ICF) (West Ham) und Bushwhackers (Millwall).
- Das Spiel, welches die Protagonisten besuchen, ist nicht, wie im Film beschrieben, West Ham gegen Birmingham, sondern das Spiel West Ham gegen Gillingham. Dieses fand am 27. März 2004 statt und endete 2:1 für West Ham United. Birmingham spielte während der Saison 2003/2004 in der Premier League, während West Ham lediglich in der Football League First Division, der seinerzeit zweithöchsten Spielklasse in England, spielte.
- In einer der ersten Szenen im Hooligan-Milieu wird der Amerikaner Matt mit dem Cockney-Slang bekannt gemacht. Matts eigene Aussprache entlarvt ihn bei den angreifenden Zulus aus Birmingham sofort als Yankee, hilft ihm später aber auch, den Manchester-Hooligans vorzugaukeln, er gehöre zu einer Filmcrew aus Hollywood. Diese Sprach-Pointen funktionieren nur in der englischen Originalfassung.
- Beim The Abbey, im Film Stammpub der GSE, handelt es sich in Wirklichkeit um das Lokal The Griffin, welches zum Brentford Football Club im Londoner Westen gehört.
- Leo Gregory, Darsteller des West Ham-Anhängers Bovver, ist im wahren Leben glühender Fan von Tottenham Hotspur[4].
- In einer Szene des Films zieht sich Bovver eine orange Jacke für Medienvertreter an, gelangt unerkannt in den Innenraum und bepöbelt von dort aus gegnerische Fans. Eine Aktion im Januar 2018 erinnert an diese Szene: Beim Bundesligaspiel zwischen dem 1. FC Köln und Borussia Mönchengladbach ziehen sich drei Kölner Fans ebenfalls orange Westen an, gelangen unerkannt ebenfalls in den Innenraum und entwenden die Fahne eines verfeindeten Fanklubs.
- Die Protagonisten tragen sehr präsent Kleidung der Marke Stone Island, gerade in den 80er Jahren waren teure Marken besonders beliebt bei britischen Hooligans

## Auszeichnungen
Lexi Alexander gewann im Jahr 2005 die Preise des LA Femme Film Festivals und des Malibu Film Festivals.

## Fortsetzungen
2009 wurde der Film Hooligans 2 – Stand Your Ground (Originaltitel: Green Street 2 – Stand Your Ground) als Direct-to-DVD-Produktion veröffentlicht, 2013 folgte Hooligans 3 – Never Back Down (im Original Green Street 3: Never Back Down, auch: Green Street Hooligans: Underground) mit Scott Adkins in der Hauptrolle, ebenfalls im Direct-to-DVD-Verfahren. Während in der ersten Fortsetzung nur noch Ross McCall und Terence Jay auftreten, ist im dritten Teil niemand mehr aus der ursprünglichen Besetzung zu sehen.